# Fresh (película de 2022)
Fresh es una película estadounidense de comedia y suspenso de 2022 dirigida por Mimi Cave, en su debut como directora, a partir de un guion de Lauryn Kahn. Está protagonizada por Daisy Edgar-Jones y Sebastian Stan. La película es una coproducción entre Legendary Pictures e Hyperobject Industries. La trama sigue a una mujer joven que comienza a salir con un hombre encantador, solo para descubrir su verdadera naturaleza horrible. La película se estrenó en el Festival de Cine de Sundance el 20 de enero de 2022 y se estrenó el 4 de marzo de 2022 en Hulu en Estados Unidos, en Disney+ para el mundo y en Star+ para Latinoamérica, siendo distribuida por Searchlight Pictures.

## Argumento
Noa, es una joven mujer soltera y solitaria que se ha desilusionado de practicar citas en línea y por conocer en general a chicos ensimismados y narcisistas. Mientras hace sus compras en el supermercado conoce a un joven hombre llamado Steve con quien coquetea e intercambia números de teléfonos. Siguiendo el consejo de su mejor amiga Mollie, Noa besa impulsivamente a Steve en su primera cita lo que lleva a que ambos tengan sexo por su mutua atracción. A medida que el noviazgo entre ambos avanza, Steve le propone a Noa realizar una excursión romántica fuera de la ciudad hacia una cabaña de su propiedad y Noa acepta la propuesta no sin antes compartir sus planes con Mollie y mandarle una foto que le tomó a Steve. 
A su llegada a la cabaña Noa es drogada por su novio y eventualmente encadenada en una habitación sin ventanas, Steve le explica que tiene planeado vender su cuerpo a caníbales para cultivar su carne poco a poco debido a que entre más fresca sea la carne sabe mejor. Horrorizada Noa pide ayuda a gritos lo que llama la atención de otra de las víctimas retenidas, Penny, una chica que le explica que además de ellas hay otra chica llamada Melissa y que como ella fue seleccionada por no tener mucha familia o amistades. Conforme pasan los días y Noa no se reporta, Mollie comienza a preocuparse por su amiga y tras deducir que pudo sucederle algo, Mollie inicia su búsqueda por Steve al reunirse con Paul, el cantinero del bar donde ambos tuvieron su cita.
Noa intenta escapar de Steve cuando esta le pide permiso para tomar una ducha pero al fracasar y ser noqueada, como castigo este le remueve quirúrgicamente  sus glúteos. Por otra parte con ayuda de la información provista por Paul, Mollie consigue dar con el nombre completo de Steve y al investigar una mujer con su mismo apellido, descubre que está casado con una mujer llamada Ana y con quien tiene dos hijos. Antes de confrontar a la pareja ella le manda la ubicación de la casa a Paul en caso de que algo le llegue a suceder y que alerte a la policía. En la casa de Ana, Mollie le habla sobre su amiga y acerca de sus sospechas de Steve para cuando este llega a la casa, Mollie marca al teléfono de Noa, confirmando su identidad. Ana que también esta enterada de las acciones de su esposo, noquea a Mollie, ayuda a Steve a capturarla y se implica que pudo ser una víctima pasada debido a que utiliza una prótesis en su pierna izquierda.
En la cabaña Noa continúa conversando con Penny y tras leer una nota de una de las víctimas anteriores, decide usar la atracción de Steve por ella para seducirlo y así planificar su escape. Fingiendo interés en el sabor de la carne humana, Noa demuestra curiosidad por el sabor por lo que Steve la invita a cenar albóndigas preparadas con carne de una chica y comparte con ella información de sus primeros años como caníbal así como la forma en la que terminó trabajando como distribuidor de carne. Más tarde Steve se lleva a Mollie para recolectar parte de la carne en sus pechos sin que Noa se percate de lo sucedido.
Paul se da cuenta de que Mollie no le responde sus mensajes por lo que comienza a investigar su último paradero a través del mapa GPS. Steve vuelve a invitar a Noa a otra cita para cenar y mientras los dos conversan, Steve se olvida de esposarla y se divierte mientras beben y bailan, Steve le muestra las pertenencias de las chicas que ha capturado y mientras inspecciona los celulares Noa se da cuenta del celular de Mollie. Noa lo seduce para tener sexo y aprovecha la oportunidad para arrancar con sus dientes su pene y cegarlo temporalmente con pasta de dientes. Usando las llaves consigue liberar a Penny y Mollie para intentar escapar solo para ser acorraladas por Steve que intenta detenerlas y es herido cuando las tres lo atacan en conjunto. Conforme las tres escapan del lugar, Steve recupera la conciencia y se arma con un revolver para perseguirlas pero debido a sus heridas se mueve con torpeza y no puede dispararles con precisión. Cuando Steve localiza a Noa, es defendida por Mollie y Penny, quienes lo atacan al mismo tiempo y le dan la oportunidad a Noa de matarlo cuando le dispara en la cabeza. El ruido de los disparos termina por ahuyentar a Paul que se aleja conduciendo por su propio bienestar. 
Ana aparece junto a un empleado y descubre el cadáver de Steve por lo que cuando Noa vuelve al bosque buscando su teléfono, Ana intenta matarla al asfixiarla pero Noa le clava en el cuello unas llaves mientras Mollie la remata al decapitarla con una pala. Mientras las dos se abrazan exhaustas, el teléfono de Noa recibe un mensaje de uno de sus antiguos pretendientes Chad, quien le pregunta sí está despierta.
Mientras pasan los créditos de cierre, se muestran algunas personas en una mesa a punto de comer carne y después se cierra la caja.

## Reparto
- Daisy Edgar-Jones como Noa
- Sebastian Stan como Steve / Brendan
- Jonica T. Gibbs como Mollie
- Charlotte Le Bon como Ann
- Andrea Bang como Penny
- Dayo Okeniyi como Paul
- Brett Dier como Chad

## Recepción
En el sitio Rotten Tomatoes, 81% de las 180 críticas realizadas son positivas, con un promedio de 7/10.